# Menhir de Grandson
Le menhir de Grandson est un mégalithe datant du Néolithique situé sur le territoire de Grandson, dans le canton de Vaud, en Suisse.

## Situation
Le menhir se situe à quelques centaines de mètres de la sortie de Grandson, à proximité de la route conduisant à Fiez ; il se dresse à côté d'un chemin bordant un champ de tournesols. Le menhir est en bord de chemin agricole et peut être caché depuis la route.

## Description
Le monolithe, orienté nord/sud, est découvert en 1895 sous une couche de terre de 50 cm d'épaisseur lors de la création du chemin.
Sa longueur varie suivant les sources de 2,50 m à 4 m ; selon le site Lieux insolites en France ou d'ailleurs, le menhir mesure 3 m de haut.